# Repugnant
A Repugnant svéd death metal zenekar volt 1998-tól 2004-ig. Stockholm Norsborg nevű területén alakultak. 2010-ben újból összeálltak egy koncert erejéig, ekkor a Hell's Pleasure fesztiválon léptek fel. A népszerű Ghost együttes énekese, Tobias Forge is itt kezdte pályafutását. A Repugnant a Kaarnos-szal együtt a svéd death metal mozgalom egyik feltámasztójának számít. Első és egyetlen nagylemezük, az "Epitome of Darkness" csak 2006-ban jelent meg, annak ellenére, hogy 2002-ben rögzítették. Tobias Forge 2019-ben megkapta a STIM nevű szervezet "Platinagitarren" díját zenei teljesítménye miatt.

## Diszkográfia
- Spawn of Pure Malevolence (demó, 1999)
- Hecatomb (EP, 1999)
- Draped in Cerecloth (demó, 2001)
- Dunkel Besatthet (split, 2002)
- Premature Burial (EP, 2004)
- Kaarnos / Repugnant (split, 2004)
- Epitome of Darkness (album, 2006)